# La chica del anillo
La chica del anillo es un cuadro del pintor Ramón Martí Alsina, realizado en 1894, que se encuentra en la Biblioteca Museo Víctor Balaguer de Villanueva y Geltrú, Barcelona. Figura con el número de registro 143 desde su ingreso. En el cuadro se puede leer la inscripción R. Martí.

## El tema
Esta obra es un retrato, posiblemente de una de las hijas de Martí (Anita Martí Aguiló), pintor catalán considerado el mejor representante del realismo español. Esto se deduce por las fotografías observadas en el catálogo "Martí Alsina en Argentona", fechada en los años sesenta.

## Descripción de la obra
Representa una chica de medio cuerpo, sentada en una silla, de perfil izquierdo. Tiene el cabello oscuro y largo, lleva un pendiente en la oreja izquierda, un traje claro de manga corta y está mirando cómo le queda el anillo que acaba de ponerse en el dedo anular de la mano izquierda. Sobre la falda tiene el estuche del anillo. Detrás de la chica hay una mesa, en la cual se ve una caja y tras ella una cortina.